# 古代行動
古代行動（英語：Operation Antiquity）是美國聯邦執法機構偵辦由泰国走私古文物至美國的犯罪集團之一連串行動。在數年的祕密布局後，2008年1月24日聯邦執法人員大舉突擊搜索多處博物館、商店、倉庫和私人藝術品收藏家的住宅，從而揭露此案件，當時成為成為多家國際媒體的頭條新聞。
此案牽涉從泰國走私古文物至美國的犯罪集團，以及加州多家博物館在知道走私內情的情況下，卻仍接受捐贈之醜聞，因此廣受各界注目。本案查獲超過一萬件被掠奪的文物，其中許多來自班清考古遺址。後來促成大批文物歸還泰國，並對處理文化財產的博物館官員設定了更高的問責標準。

## 背景
本案主嫌犯羅伯特·奧爾森（Robert Olson）1970年代在一趟泰國之行接觸古文物後，開始從事走私活動。他向泰國中間商馬克·佩蒂伯恩（Marc Pettibone）購買古文物，然後轉手給加州各地博物館賺取利潤。佩蒂伯恩為居住在泰國的美國人，為奧爾森在泰國各地收集古文物，並協助打通關節以讓文物順利運至美國。奧爾森的常客包括比佛利山的家居裝飾店、私人藝術畫廊如絲綢之路畫廊（Silk Road Gallery）。犯罪集團將古文物走私至美國後，由藝術畫廊牽頭，尋找需要扣抵稅額的人並提供估價師服務，將從泰國取得文物的價格乘上數倍作為估定價值，然後將它們捐贈給博物館，以獲得藝術品捐贈的稅收減免。據說在美國各博物館裡的文物比挖掘現場還多。

## 布局
美國联邦调查局從2002年開始注意此犯罪集團，啟動一項代號「古代行動」的聯邦調查計畫，安排國家公園管理局一名特工冒充私人收藏家，從兩個藝術品經銷商處，多次購買從泰國掠奪的古文物，並將它們捐贈給幾家加州藝術博物館。特工發現這些博物館的主管對於古文物的來歷已有一定程度的了解，並同意接受捐贈。

## 收網
2008年1月24日聯邦執法人員兵分13路，對加州與芝加哥多個博物館、商店、倉庫和私人藝術品收藏家的住宅進行突擊搜索，從而揭露此案件。令各界震驚的是，加州多家博物館在知道走私內情的情況下，卻仍接受捐贈之醜聞。調查當時發現大批來自班清和泰國其他史前遺址的古文物，至少被五個加州的博物館收藏，包括洛杉磯郡藝術博物館、民藝國際博物館、南加州大学亚太博物馆、鮑爾斯博物館、伯克利藝術博物館與太平洋電影檔案館。乔伊斯·怀特博士作為專家證人協助美國政府，指認超過一萬件文物屬於班清和相關史前文化的物品。

## 偵辦
羅伯特·奧爾森在2013年被法庭傳訊，但拒不認罪。本來預計2016年11月進行審判，但因奧爾森身體不佳，延後數次直到他於2017年5月去世後撤銷告訴。羅克珊娜·布朗（Roxanna Brown）為曼谷大學東南亞陶瓷博物館館長，原本協助檢方調查本案件，但檢方後來發現布朗與奧爾森過從甚密，並掌握雙方往來的電子郵件：其中布朗允許奧爾森使用她的電子簽名，以作為博物館捐贈證明之用，奧爾森並答應付給布朗酬金。檢方將布朗從證人改列嫌犯，2008年5月9日在西雅圖逮捕布朗，但布朗5天後死於看守所。馬克·佩蒂伯恩在2012年被美國檢方起訴，但無法引渡回美國受審。
相對於2008年1月高調的搜索行動，往後幾年檢方偵辦陷入停滯，沒有任何博物館官員或收藏家被起訴。然而，該案仍然取得部分成果。絲綢之路畫廊的所有人強納生·馬克爾（Jonathan Markell）與卡莉·馬克爾（Cari Markell）夫婦在2015年對指控表示認罪。強納生因販賣被掠奪的古文物和偽造文書判處18個月監禁，以及1年有監督緩刑；另外強納生與卡莉各判處3年無監督緩刑。此外，他們必須繳納約2,000美元罰款，負擔337件文物歸還回東南亞的費用，這些文物來自他們的家中與被查封的畫廊，總計需負擔約25,000美元。

## 後續
一些被發現持有走私文物的博物館已將它們歸還給泰國：2014年10月鮑爾斯博物館退還542件文物返回泰國，民藝國際博物館則退還68件文物，這些博物館透過歸還文物避免被起訴。曼谷郵報的報導為：在泰國和美國當局的艱苦努力下，從考古遺址掠奪的古文物已被歸還，泰國政府歡迎這些文物歸國。這個案件在美國有重大意義，主要有兩個原因：一、此為美國聯邦政府主導的查緝行動，並非因外國政府投訴而發起；二、美國政府根據《國家被盜財產法》和《1979年考古資源保護法》，對處理文化財產的博物館官員設定了更高的問責標準。

## 外部連結
- （英文） Operation Antiquity – Institute for Southeast Asian Archaeology (ISEAA) （页面存档备份，存于）